# Competiția
Competiția (titlul original: în engleză The Competition) este un film dramatic american, realizat în 1980 de regizorul Joel Oliansky, după un subiect de Joel Oliansky și William Sackheim, protagoniști fiind actorii Richard Dreyfuss, Amy Irving, Lee Remick și Sam Wanamaker. 

## Distribuție
- Richard Dreyfuss – Paul Dietrich
- Amy Irving – Heidi Joan Schoonover
- Lee Remick – Greta Vandemann
- Sam Wanamaker – Andrew Erskine
- Joseph Cali – Jerry DiSalvo
- Ty Henderson – Michael Humphries
- Vicki Kriegler – Tatjana Baronova
- Adam Stern – Mark Landau
- Bea Silvern – Madame Gorshev
- Gloria Stroock – Mrs. Dietrich
- Philip Sterling – Mr. Dietrich
- Priscilla Pointer – Mrs. Donellan
- James B. Sikking – Brudenell
- Delia Salvi – Mrs. DiSalvo
- Elaine Welton Hill – Mitzi
- Ben Hammer – Nichols

## Coloana sonoră
- Los Angeles Philharmonic, dirijor: Lalo Schifrin
- Ginastera, Sonate pentru pian interpretată de Eduardo Delgado;
- Brahms, Concertul pentru pian nr.1, la pian: Ralph Grierson;
- Chopin, Concertul pentru pian nr.1, la pian: Lincoln Mayorga;
- Prokofiev, Concertul pentru pian Nr. 3, la pian: Daniel Pollack;
- Beethoven, Concertul pentru pian Nr. 5, la pian: Chester B. Swiatkowski;

- Cântecul People alone (muzica de Lalo Schifrin, textul de Wilbur Jennings) este interpretat de Randy Crawford.

## Nominalizări
- 1981 Premiile Oscar
  - Nominalizare: Cel mai bun montaj - David E. Blewitt
  - Nominalizare:Cea mai bună melodie originală: „People Alone” muzica de Lalo Schifrin, text de Wilbur Jennings
- 1981 Globul de Aur
  - Nominalizare, Cea mai bună coloană sonoră - Lalo Schifrin
- 1980 Zmeura de Aur
  - Nominalizare, Cel mai slab actor – Richard Dreyfuss